# Niualuka
Niualuka é uma ilha do atol de Nukufetau, do país de Tuvalu.